# Пономаренко Анастасія Петрівна
Анастасі́я Петрі́вна Пономаре́нко (нар. 1946, тепер Дніпропетровської області) — українська радянська діячка, пташниця Дніпропетровської птахофабрики Дніпропетровського району Дніпропетровської області. Депутат Верховної Ради УРСР 8-9-го скликань.

## Біографія
Освіта середня.
У 1964 — 1965 р. — помічник кухаря.
З 1965 р. — пташниця Дніпропетровської птахофабрики Дніпропетровського району Дніпропетровської області.

## Нагороди
- ордени
- медалі